# Mastercastle
Mastercastle es una banda de heavy metal procedente de la ciudad de Génova, Italia en 2008 creada por Pier Gonella (guitarrista) y Giorgia Gueglio (cantante), quienes son los principales compositores de la banda.

## Historia
La banda fue fundada en junio de 2008, a través de la colaboración del guitarrista Pier Gonella con la cantante Giorgia Gueglio. A pesar de que Pier Gonella tiene un pasado ligado al power metal (de haber tocado en Labyrinth (2003-2007), los dos escriben muchas canciones sin pronosticar el género musical. La fusión de heavy metal de Pier Gonella con la voz de Gueglio Giorgia crea una especie de música única: por lo general las voces femeninas son una característica de gothic metal, subgénero del heavy metal en el que se utiliza principalmente teclado en lugar de la guitarra.
Poco después Pier Gonella reclutó a Steve Vawamas en el bajo, y a Alessandro Bissa en la batería.
En agosto de 2008 la banda lanzó su primer demo (cuatro canciones). El demo les dio la oportunidad de firmar con Lion Music, una discográfica finlandés que tiene como objetivo publicar un álbum. El año 2009 publican su primera disco, The Phoenix. El disco obtuvo entusiastas revisiones en las principales revistas de metal en Italia y Usa. El disco fue lanzado más tarde en Japón y por el discográfica Spiritual Beast. Durante febrero del 2009, luego de dos intensos meses de producción, el nuevo disco es completado y la banda lo nombra Last Desire, más pesado y dinámico que su producción anterior, The Phoenix.
Last Desire es lanzado en junio de 2010 con muy buenas críticas.

## Miembros
- Giorgia Gueglio - voz
- Pier Gonella - guitarra
- Steve Vawamas - bajo
- John Macaluso - batería

## Discografía
| Año  | Título del álbum                     |
| ---- | ------------------------------------ |
| 2009 | The Phoenix                          |
| 2010 | Last Desire                          |
| 2011 | Dangerous Diamonds                   |
| 2013 | On Fire                              |
| 2014 | Enfer (De La Bibliothèque Nationale) |
| 2017 | Wine of Heaven                       |
| 2022 | Lighthouse Pathetic                  |